# Simulium irayense
Simulium irayense är en tvåvingeart som beskrevs av Takaoka 2003. Simulium irayense ingår i släktet Simulium och familjen knott. Inga underarter finns listade i Catalogue of Life.